# Vlag van Groot-Waterschap van Woerden

Vlag van Groot-Waterschap van Woerden

De vlag van Groot-Waterschap van Woerden is op onbekende datum vastgesteld als de vlag van het Groot-Waterschap van Woerden. De vlag kan als volgt worden beschreven:
Vijf golvende banen van geel, blauw, wit, blauw en geel in de verhouding 7:2:2:2:7, met in de bovenste helft twee en in de onderste helft één zwarte ruit van 3/10 vlaghoogte
De vlag toont hetzelfde beeld als het gemeentewapen, dat is afgeleid van het stadswapen, en oorspronkelijk van het wapen van de heer van Woerden, waarin alleen de ruitjes voorkwamen.
Vanaf 1995 is de vlag niet langer als de vlag van deze waterschap in gebruik omdat het Groot-Waterschap van Woerden in het nieuwe Hoogheemraadschap De Stichtse Rijnlanden op is gegaan.

## Verwante afbeeldingen

Wapen van Groot-Waterschap van Woerden
Wapen van Woerden
Vlag van Woerden

Aa en Maas · Amstel, Gooi en Vecht · Brabantse Delta · Delfland · De Dommel · Drents Overijsselse Delta · Fryslân · Hollands Noorderkwartier · Hollandse Delta · Hunze en Aa's · Limburg · Noorderzijlvest · Rijn en IJssel · Rijnland · Rivierenland · Scheldestromen · Schieland en de Krimpenerwaard · De Stichtse Rijnlanden · Vallei en Veluwe · Vechtstromen · Zuiderzeeland
Voormalige waterschappen: 
De Aa · De Aarlanden · Alblasserwaard en de Vijfheerenlanden · De Alm · Amelander Grieën · Amstel- en Gooiland · Amstelland · Boarn en Klif · De Bovenvecht · Drentse Aa · Duurswold · Eemszijlvest · Goeree-Overflakkee · Gouwelanden · Groot Maas en Waal · Groot-Haarlemmermeer · Groot-Waterschap van Woerden · Groote Waard · Haarlemmermeerpolder · Hulster Ambacht · IJsselmonde · Krimpenerwaard · Land van Heusden en Altena · Het Lange Rond · Lauwerswâlden · Leidse Rijn · Linge · De Maaskant · Het Maasterras · Mark en Dintel · Marne-Middelsee · Meer en Woude · De Middelsékrite · De Nederwaard · Noord-Beveland · Noord- en Zuid-Beveland · Noord-Limburg · Noord-Veluwe · Noordhollands Noorderkwartier · Noordoostpolder · Noordwoude · Oldambt · Oude IJssel · De Overwaard · De Proosdijlanden · Purmer · Regge en Dinkel · De Runde · Salland · Schermer · Schieland · De Schipbeek · Schouwen-Duiveland · Sevenwolden · De Stellingwerven · Tholen · Tusken Waed en Ie · Uitwaterende Sluizen in Kennemerland en West-Friesland · De Vechtlanden · De Vier Noorder Koggen · Het Vrije van Sluis · De Waadkant · Walcheren · Waterland · De Waterlanden · Westergo's IJsselmeerdijken · Westerkwartier · Westfriesland · Wilck en Wiericke · Wilhelminapolder · Zuiveringschap Limburg